# Brezik Našički
Brezik Našički je naselje koje administrativno pripada gradu Našice u Osječko-baranjskoj županiji, od kojeg je udaljen od središta grada oko 2,5 km.
U Breziku se nalazi jedan ribnjak i brdašce Šalapanka.
Naselje ima oko 350 stanovnika. Od ukupno četiri ulice, najveća je ulica Josipa bana Jelačića koja se proteže kroz cijelo selo, a jedna od ulica nosi ime hrvatskog branitelja i dragovoljca Željka Baričevića poginulog u Domovinskom ratu u obrani Vukovara.  

## Stanovništvo
| broj stanovnika |       |       |       | 62    | 38    | 63    | 35    | 132   | 379   | 423   | 456   | 450   | 395   | 433   | 397   | 352   | 336   |
|                 | 1857. | 1869. | 1880. | 1890. | 1900. | 1910. | 1921. | 1931. | 1948. | 1953. | 1961. | 1971. | 1981. | 1991. | 2001. | 2011. | 2021. |

Iskazuje se kao dio naselja od 1890. do 1931., a kao naselje od 1948. Do 1900. iskazivano pod imenom Brezik.
Prema prvim rezultatima Popisa stanovništva 2011. u Breziku Našičkom je živjelo 359 stanovnika u 121 kućanstvu.

## Povijest
Selo je nastalo na pustari grofa Pejačevića, prvi put se spominje 1896., a ime je dobilo po šumi breze koja je tu rasla. Većina stanovništva korijene vuče iz Dalmacije i Like, koji su najviše doseljavali u razdoblju od 1918. – 1950.,a krčenjem šuma su stvarali plodne oranice. Danas selo posjeduju kompletnu komunalnu i ostalu infrastrukturu.

## Crkva
U selu se nalazi Rimokatolička crkva sv. Mateja koja je sagrađena 1984. uz mjesno groblje. Crkva pripada župi Sv. Antuna Padovanskog (Našice 1.) sa sjedištem u Našicama, te našičkom dekanatu Požeške biskupije. Crkveni god ili kirvaj slavi se 21. rujna.

## Šport
- Nogometni klub Brezik
- Boćarski klub Brezik

## Ostalo
- Oldtimer klub "Peti kotač" Brezik Našički